# Deutschlandsender (DDR)
Der Deutschlandsender (zwischenzeitlich 1952/53 in etwa Berlin II entsprechend bzw. 1971–90 Stimme der DDR) war ein Hörfunkprogramm des Staatlichen Rundfunkkomitees der DDR.
Der Deutschlandsender der DDR ging aus einem von 1926 bis 1945 veranstalteten gleichnamigen Programm auf Langwelle hervor und bestand unter diesem Namen von Oktober 1948 bis September 1952, von August/September 1953 bis November 1971 und nochmals von Februar bis Juni 1990. Er wandte sich auch an Hörer in der Bundesrepublik Deutschland. 1994 ging sein mit Radio DDR II gebildeter Nachfolger DS Kultur zusammen mit RIAS und Deutschlandfunk im Deutschlandradio auf.

## Frequenzen
Ab dem 25. Dezember 1945 wurden vom historischen Senderstandort Königs Wusterhausen wieder Sendungen auf der Langwellenfrequenz 191 kHz ausgestrahlt, wobei das Programm des Berliner Rundfunks übernommen wurde. Im August 1946 ging eine stärkere Sendeanlage in Betrieb. Im Oktober 1948 meldete sich der Sender wieder mit seinem alten Namen „Deutschlandsender“; am 1. Mai 1949 begann er mit einem besonderen Programm für Hörer in Westdeutschland.
Von März bis Mai 1950 war der Deutschlandsender nicht auf Langwelle zu hören, da der inzwischen gegründeten DDR nach Inkrafttreten des Kopenhagener Wellenplans keine Langwellenfrequenz mehr zur Verfügung stand. Ab dem 22. Mai 1951 nutzte der Deutschlandsender die der Sowjetunion zugeordnete Langwellenfrequenz 263 kHz, ab dem 7. Oktober 1951 die Langwellenfrequenz 185 kHz, die außerhalb des üblichen Frequenzrasters lag. Die zwischenzeitlich verwendeten Kurzwellenfrequenzen 6115 und 7150 kHz wurden beibehalten.
Im Zuge der Zentralisierung des Rundfunks in der DDR wurde die Langwelle im September 1952 dem Programm „Berlin II“ zugewiesen, doch schon im September 1953 erfolgte die Rückbenennung in „Deutschlandsender“. Ende 1953 konnte der Deutschlandsender nach Fertigstellung des neuen Senders Burg auch erstmals auf Mittelwelle senden. Dazu wurde die Frequenz 782 kHz mit 250 kW benutzt. Gleichzeitig wurden die Kurzwellenfrequenzen auf 6185 und 9730 kHz umgestellt. Noch im Laufe des Jahres 1954 wurde die Kurzwellenausstrahlung auf 6115 kHz beschränkt.
1959 wurde für die Langwelle der neu installierte 500-kW-Sender in Zehlendorf bei Oranienburg in Betrieb genommen, der weiter die Frequenz 185 kHz nutzte. Anschließend wurde der Mittelwellenbetrieb durch die neuen Frequenzen 692 kHz (aus Wachenbrunn) und 728 kHz (aus Schwerin) erweitert. Beide Standorte eigneten sich besonders für die Ausstrahlung in die Bundesrepublik. 1959 begann der Deutschlandsender auch auf UKW zu senden. Im Jahre 1962 wurde die Sendeleistung der Langwelle Zehlendorf noch einmal auf 750 kW erhöht. Bei Einstellung des Programms des Deutschlandsenders 1971 hatte dieser über folgende Frequenzen verfügt:
- Langwelle: Zehlendorf 185 kHz
- Mittelwelle: Schwerin 728 kHz, Burg 782 kHz, Suhl 692 kHz
- Kurzwelle: 7185 kHz, 6115 kHz
- UKW: Berlin 97,65 MHz, Brocken 97,4 MHz, Dequede 98,9 MHz, Dresden I 97,25 MHz, Inselsberg 97,15 MHz, Karl-Marx-Stadt 97,03 MHz, Leipzig 96,6 MHz,[7] Marlow 96,65 MHz, Schwerin 95,25 MHz, Sonneberg  94,2 MHz

## Programm
Das Programm des Deutschlandsenders war von Anfang an als Vollprogramm konzipiert. Nachrichten wurden zunächst alle zwei Stunden, später stündlich gesendet. Dazu kamen später Nachrichtenmagazine wie Zeitfunk am Vormittag und Mit dem Funk durch die Zeit. Der Anspruch, für ganz Deutschland zu senden, wurde mit Programmen wie Nachrichten aus Westdeutschland, Wir sprechen für Westdeutschland oder Aus Deutschlands Hauptstadt untermauert. Für die DDR-Bevölkerung wurden Magazinsendungen zu den Themen Arbeiterleben, Wirtschaft, Landwirtschaft und Wissenschaft produziert. Für die jungen Hörer wurden Kinderfunk, Schulfunk und Jugendfunk ausgestrahlt. Breiten Raum im täglichen Programm des Deutschlandsenders nahmen Musiksendungen ein, die alle Sparten beinhalteten. Ab 1958 wurden die Wartburgkonzerte und die Dresdner Galeriekonzerte übertragen.
| 08.05 | Ganz unter uns              |
| 09.05 | Aus Oper und Ballett        |
| 10.20 | Melodie und Rhythmus        |
| 11.30 | Lieder und Tänze            |
| 12.10 | Unterhaltung am Mittag      |
| 14.15 | Eins ins andere             |
| 15.05 | Sängerporträt               |
| 16.05 | Schlagercocktail            |
| 17.00 | Mit dem Funk durch die Zeit |
| 19.00 | Musikexpress                |
| 21.15 | Geigen laden ein            |
| 22.10 | Internationale Politik      |
| 22.25 | Berühmte Solisten           |
| 23.05 | Gedanken zur Zeit           |
| 23.25 | Zeitgenössische Musik       |

## Pausenzeichen
Pausenzeichen war 1949 eine erst auf-, dann absteigende Tonfolge,
1954 kurzzeitig Wach auf, wach auf, du deutsches Land,
ab 1955 dann das Meistersingermotiv aus Die Meistersinger von Nürnberg.

## Ende und kurzzeitiges Wiederaufleben
Zu Beginn der 1970er Jahre verabschiedete sich die DDR-Politik von dem Gedanken an ein vereinigtes Deutschland, die Abgrenzung zur Bundesrepublik hatte ihren Höhepunkt erreicht. Die meisten Bezeichnungen in Bezug auf Deutschland wurden schrittweise in allen Bereichen getilgt; Ausnahmen waren die „Deutsche Demokratische Republik“, die „Deutsche Volkspolizei“, die „Deutsche Reichsbahn“, die Tageszeitung „Neues Deutschland“ und die Partei „Sozialistische Einheitspartei Deutschlands“ (SED). In diesem Zuge wurde auch das Rundfunkprogramm „Deutschlandsender“ umbenannt. Es wurde am 15. November 1971 durch Zusammenlegung mit der Berliner Welle von dem neuen Programm „Stimme der DDR“ abgelöst (später u. a. auf 177 kHz). Am 8. Februar 1990 erfolgte dessen Rückbenennung in „Deutschlandsender“, welcher am 16. Juni 1990 zusammen mit Radio DDR II im „Deutschlandsender Kultur“ aufging.